# Arrondissement La Châtre
La Châtre is een arrondissement van het Franse departement Indre in de regio Centre-Val de Loire. De onderprefectuur is La Châtre.

## Kantons
Het arrondissement was tot 2014 samengesteld uit de volgende kantons:
- Kanton Aigurande
- Kanton La Châtre
- Kanton Éguzon-Chantôme
- Kanton Neuvy-Saint-Sépulchre
- Kanton Sainte-Sévère-sur-Indre

Na de herindeling van de kantons bij decreet van 18 februari 2014 met uitwerking op 22 maart 2015 omvat het volgende kantons:
- Kanton Argenton-sur-Creuse (deel : 8/20)
- Kanton La Châtre (deel : 26/34)
- Kanton Neuvy-Saint-Sépulchre (deel : 24/25)